# Богородський Федір Семенович
Федір Семенович Богоро́дський (рос. Фёдор Семёнович Богородский; 2 червня 1895, Нижній Новгород — 3 листопада 1959, Москва) — російський радянський живописець і педагог; член товариства «Буття» у 1921—1924 роках та Асоціації художників революційної Росії з 1924 року; член-кореспондент Академії мистецтв СРСР з 1947 року.

## Біографія
Народився 21 травня [2 червня] 1895 року в місті Нижньому Новгороді (нині Росія) у сім'ї адвоката. Протягом 1910—1913 років займався у художній студії в Нижньому Новгороді; у 1914—1916 роках навчався на юридичному факультеті в Московському університеті і одночасно у 1914—1915 роках займався в студії Михайла Леблана.
З 1916 року перебував на військовій службі. Член РСДРП(б) з 1917 року. У 1918—1921 роках був на партійній роботі у ВЧК і Революційному трибуналі у Нижньому Новгороді й Оренбурзі; був комісаром Донської і Волзько-Каспійської військових флотилій. Після демобілізації у 1919 році направлений очолювати Художнє відділення у Нижній Новгород. Виступав у ролі артиста цирку, естради, журналіста. Випустив поетичну збірку «Даєш!».
У 1922—1924 навчався у ВХУТЕМАСі у Москві в Абрама Архипова, закінчив із правом на закордонне відрядження. Залишився у Москві. У 1928—1930 роках відвідав Німеччину, Італію; у 1929—1930 роках (півроку) жив у Максима Горького в Сорренто.
Протягом 1938—1959 років викладав у Всесоюзному державному інституті кінематографії (професор з 1939 року). Серед учнів: Агранов Вульф Йосипович, Богатиренко Юрій Кирилович, Борисов Олександр Тимофійович, Гантман Мойсей Файбович, Добролежа Анатолій Тимофійович, Заяць Михайло Степанович, Конардова Олександра Дмитрівна, Мамонтов Анатолій Іванович, Мигулько Віктор Васильович, Прокопець Георгій Мефодійович.
Під час німецько-радянської війни у 1941—1942 та 1944 роках перебував в евакуації у селищі Воскресенському Горьківської області, на батьківщині батьків.
У 1955—1958 роках обіймав посаду голови Московського відділення Спілки художників СРСР. Помер у Москві 3 листопада 1959 року. Похований у Москві на Новодівочому цвинтарі.

## Творчість
Працював у галузі станкового живопису. Серед ранніх творів: «Натюрморт з півоніями» (1914), «Портрет матері» (1916), «Дорогомилівський пейзаж» (1923), «Вантажник» (1923) та інші. У 1925—1926 роках створив роботи про безпритульних, що здобули широку популярність:
- «Безпритульний. Салага» (Третьяковська галерея);
- «Безпритульний оголець» (Нижегородський художній музей);
- «Безпритульний»/«Марафетник» (Державний Російський музей);
- «Безпритульні грають у карти» (Третьяковська галерея);
- «Безпритульні» (Третьяковська галерея).

Перебуваючи у Німеччині та Італії малював краєвиди Берліна і Сорренто, створив:
картини
- «Гамбурзькі теслі»;
- «Каприйська школа» (Державний центральний музей сучасної історії Росії);
- «Дочка рибалки» (Національний музей «Київська картинна галерея»);
- «Середземне море. Сорренто» (Державний Російський музей);

серії малюнків
- «Цирк у Берліні»;
- «На вулицях Берліна».

Перебуваючи в гостях у Максима Горького у Сорренто, виконав цикл малюнків «Максим Горький» (Музей Максима Горького у Москві) і написав портрет «Максим Горький у Сорренто».
Найбільш значні картини художника присвячені образу матроса-революціонера в громадянській війні:
- «Матроси в засідці» (1927, Третьяковська галерея);
- «Братик» (1932, Третьяковська галерея);
- «Батько і син» (1932, Третьяковська галерея);
- «Знайшли товариша» (1932—1933, Центральний музей Збройних сил; ескіз у Державному центральному музеї сучасної історії Росії);
- «На білих» (1933);
- «Поранений матрос» (1934, Національний музей «Київська картинна галерея»);
- «Музика» (1937—1938; ескіз — 1934 у Тверській обласній картинній галереї)

Серед інших робіт:
портрети
- «Марієць мисливець» (1925);

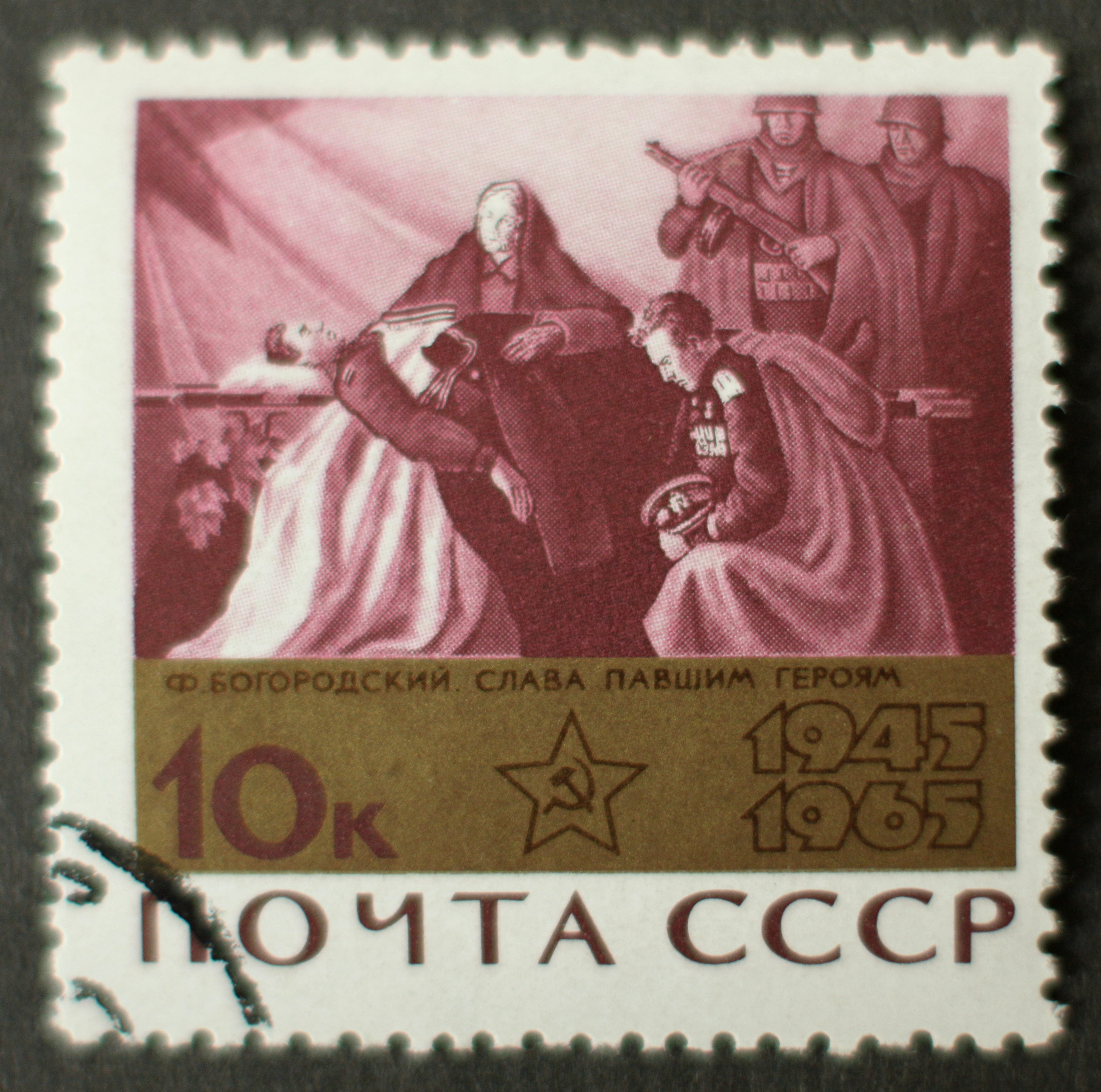
Радянська поштова марка із фрагментом картини «Слава полеглим героям».

- «Танцівниця Ганна Скопіна» (1925);
- «Художник Федір Шурпін» (1934);
- серія «Шахтарі» (акварель, 1935);
- «Клоун» (1940);

картини
- «Слава полеглим героям» (1945, Третьяковська галерея);
- «Роздум» (1952—1954);
- «Вони штурмували Зимовий» (1957, Львівська галерея мистецтв);
- «Вони громили Денікіна і Колчака» (1957);

своєрідні натюрморти
- «Улюблені речі Максима Горького» (1930, Музей Максима Горького у Москві);
- «Пам'яті Володимира Леніна» (1932, Державний центральний музей сучасної історії Росії; 1934 — Музей Володимира Леніна у Москві);
- «Натюрморт із рамою» (1943);
- «Фашисти тікали» (1943);
- «Повалені прапори» (1947);

пейзажі
- «Будують міст у Горькому» (1930, Державний центральний музей сучасної історії Росії);
- «Бухта в Балаклаві» (1936);
- «Ранок у Тарусі» (1940, Орловський музей образотворчих мистецтв);
- «Село Уколово» (1942);
- «Вечір у Юр'ївці» (1948, Челябінський державний музей образотворчих мистецтв);
- «Вежі в Талліні» (1954).

### Виставки
Брав участь у виставках з 1916 року (Нижній Новгород), виставках Асоціації художників революційної Росії протягом 1925—1928 років. За кордоном взяв участь у виставках радянського мистецтва в Харбіні, Токіо у 1925—1926 роках, Нью-Йорку, Філадельфії, Бостоні, Детройті у 1929 році, Римі у 1929 році, Кенігсберзі у 1932 році, у ХVI і ХVIII міжнародних виставках мистецтв у Венеції у 1928 і 1932 роках. Учасник виставок в СРСР:
- «Антиімперіалістична виставка» у Москві (1931);
- «Художники РРФСР за 15 років» у Ленінграді (1932);
- «Художники РРФСР за 15 років» у Москві (1933);
- «П'ятнадцять років робітничо-селянської Червоної Армії» у Москві (1933);
- «Робітничо-Селянської Червоної Армії двадцять років» у Москві (1938);
- «Індустрія соціалізму» у Москві (1939);
- «Всесоюзні художні виставки» у Москві (1946; 1947; 1949; 1950);
- «Радянська Росія» у Москві (1960).

### Публікації
Автор публікацій:
- Мой творческий путь / «Рост». Москва, 1931, № 9, с. 31;
- Свежие, сочные краски. / «Известия», 30 серпня 1935;
- Художник у шахтеров. / «Правда», 3 листопада 1935;
- Великое счастье творчества. / «Советское искусство», 5 вересня 1935;
- Автомонография. // Москва, 1938;
- Нижегородские художники. / «Искусство». Москва, 1953, № 1, с. 62—68;
- Из записок художника. / «Советская культура», 13 лютого 1954;
- Полгода в Сорренто. / «Октябрь». Москва, 1956, № 6, с. 154—165;
- Речь на I Всесоюзном съезде художников. / «Советская культура», 7 березня 1957;
- Воспоминания художника // Москва, 1959;
- Воспоминания о Горьком. // «Горький и художники». [Сб.]. М., 1964, с. 98—109.

## Відзнаки
- Заслужений діяч мистецтв РРФСР з 1946 року;
- Сталінська премія за 1946 рік (за картину «Слава загиблим героям»)[4].
- Ордени «Знак Пошани» (14 квітня 1944), Трудового Червоного Прапора (1955)[4].

## Інше
- Портрети художника виконали: Сергій Малютін (олія, 1925), Дмитро Шварц (гіпс, 1943), Юлія Разумовська (олія, 1954), Сергій Герасимов (олія, 1957)[6];
- Іменем Богородського названа вулиця у Совєтському районі Нижнього Новгорода[4].